# Општина Окозокоаутла де Еспиноса (Чијапас)
Окозокоаутла де Еспиноса (шп. Ocozocoautla de Espinosa) општина је у Мексику у савезној држави Чијапас. Општина се налази на надморској висини од 824 м.

## Становништво
Према подацима из 2010. у општини је живело 82059 становника.

### Хронологија
| Година       | 2000                  | 2005                  | 2010                  |
| ------------ | --------------------- | --------------------- | --------------------- |
| Становништво | 65673 (32747 / 32926) | 72426 (36091 / 36335) | 82059 (40580 / 41479) |

### Попис
| \| \| м \| \| \| ж \| \| 0—2 \| 2.781 \| \| \| 2.841 \| \| 3—5 \| 2.902 \| \| \| 2.863 \| \| 6—11 \| 5.925 \| \| \| 5.689 \| \| 12—14 \| 2.796 \| \| \| 2.841 \| \| 15—17 \| 2.800 \| \| \| 2.875 \| \| 18—24 \| 5.621 \| \| \| 5.887 \| \| 60+ \| 2.815 \| \| \| 2.888 \| \| Просек : \| 26,1 \| \| \| 26,5 \| |       |  |  |       |
| |       |  |  |       |
| | м     |  |  | ж     |
| 0—2 | 2.781 |  |  | 2.841 |
| 3—5 | 2.902 |  |  | 2.863 |
| 6—11 | 5.925 |  |  | 5.689 |
| 12—14 | 2.796 |  |  | 2.841 |
| 15—17 | 2.800 |  |  | 2.875 |
| 18—24 | 5.621 |  |  | 5.887 |
| 60+ | 2.815 |  |  | 2.888 |
| Просек : | 26,1  |  |  | 26,5  |

| #   | Индикатор                                                                                        | Вредност |
| --- | ------------------------------------------------------------------------------------------------ | -------- |
| 1   | Становништво од 0 до 2 године                                                                    | 5622     |
| 2   | Мушко становништво од 0 до 2 године                                                              | 2781     |
| 3   | Женско становништво од 0 до 2 године                                                             | 2841     |
| 4   | Становништво са 3 и више година                                                                  | 75997    |
| 5   | Мушко становништво са 3 и више година                                                            | 37579    |
| 6   | Женско становништво са 3 и више година                                                           | 38418    |
| 7   | Становништво са 5 и више година                                                                  | 72124    |
| 8   | Мушко становништво са 5 и више година                                                            | 35626    |
| 9   | Женско становништво са 5 и више година                                                           | 36498    |
| 10  | Становништво са 12 и више година                                                                 | 58618    |
| 11  | Мушко становништво са 12 и више година                                                           | 28752    |
| 12  | Женско становништво са 12 и више година                                                          | 29866    |
| 13  | Становништво са 15 и више година                                                                 | 52981    |
| 14  | Мушко становништво са 15 и више година                                                           | 25956    |
| 15  | Женско становништво са 15 и више година                                                          | 27025    |
| 16  | Становништво са 18 и више година                                                                 | 47306    |
| 17  | Мушко становништво са 18 и више година                                                           | 23156    |
| 18  | Женско становништво са 18 и више година                                                          | 24150    |
| 19  | Становништво од 3 до 5 година                                                                    | 5765     |
| 20  | Мушко становништво од 3 до 5 година                                                              | 2902     |
| 21  | Женско становништво од 3 до 5 година                                                             | 2863     |
| 22  | Становништво од 6 до 11 година                                                                   | 11614    |
| 23  | Мушко становништво од 6 до 11 година                                                             | 5925     |
| 24  | Женско становништво од 6 до 11 година                                                            | 5689     |
| 25  | Становништво од 8 до 14 година                                                                   | 13379    |
| 26  | Мушко становништво од 8 до 14 година                                                             | 6706     |
| 27  | Женско становништво од 8 до 14 година                                                            | 6673     |
| 28  | Становништво од 12 до 14 година                                                                  | 5637     |
| 29  | Мушко становништво од 12 до 14 година                                                            | 2796     |
| 30  | Женско становништво од 12 до 14 година                                                           | 2841     |
| 31  | Становништво од 15 до 17 година                                                                  | 5675     |
| 32  | Мушко становништво од 15 до 17 година                                                            | 2800     |
| 33  | Женско становништво од 15 до 17 година                                                           | 2875     |
| 34  | Становништво од 18 до 24 године                                                                  | 11508    |
| 35  | Мушко становништво од 18 до 24 године                                                            | 5621     |
| 36  | Женско становништво од 18 до 24 године                                                           | 5887     |
| 37  | Женско становништво од 15 до 49 година                                                           | 21718    |
| 38  | Становништво са 60 и више година                                                                 | 5703     |
| 39  | Мушко становништво са 60 и више година                                                           | 2815     |
| 40  | Женско становништво са 60 и више година                                                          | 2888     |
| 41  | Однос између мушкараца и жена                                                                    | 97.83    |
| 42  | Становништво од нуле до 14 година                                                                | 28638    |
| 43  | Становништво од 15 до 64 године                                                                  | 49072    |
| 44  | Становништво од 65 година и више                                                                 | 3909     |
| 45  | Просечан број деце                                                                               | 2.55     |
| 46  | Становништво рођено у ентитету                                                                   | 80625    |
| 47  | Мушко становништво рођено у ентитету                                                             | 39844    |
| 48  | Женско становништво рођено у ентитету                                                            | 40781    |
| 49  | Становништво рођено у другом ентитету                                                            | 756      |
| 50  | Мушко становништво рођено у другом ентитету                                                      | 393      |
| 51  | Женско становништво рођено у другом ентитету                                                     | 363      |
| 52  | Становништво од 5 година и више резидентно у ентитету у јуну 2005. године                        | 71460    |
| 53  | Мушко становништво старосног доба од 5 година и више, резидентно у ентитету у јуну 2005. године  | 35286    |
| 54  | Женско становништво старосног доба од 5 и више година, резидентно у ентитету у јуну 2005. године | 36174    |
| 55  | Становништво од 5 година и више које је живело у другом ентитету у јуну 2005. године             | 327      |
| 56  | Мушко становништво старије од 5 година које је живело у другом ентитету у јуну 2005. године      | 159      |
| 57  | Женско становништво старије од 5 година које је живело у другом ентитету у јуну 2005. године     | 168      |
| 58  | Становништво од 3 године и више које говори аутохтони језик                                      | 13260    |
| 59  | Мушко становништво старо 3 године и више које говори аутохтони језик                             | 6675     |
| 60  | Женско становништво старо 3 године и више које говори аутохтони језик                            | 6585     |
| 61  | Становништво од 3 године и више које говори аутохтони језик и не говори шпански језик            | 1065     |
| 62  | Мушко становништво старо 3 године и више које говори аутохтони језик и не говори шпански         | 420      |
| 63  | Женско становништво старо 3 године и више које говори аутохтони језик и не говори шпански језик  | 645      |
| 64  | Становништво старо 3 године и више које говори аутохтони језик и шпански                         | 11870    |
| 65  | Мушко становништво старо 3 године и више које говори аутохтони језик и шпански                   | 6100     |
| 66  | Женско становништво старо 3 године и више које говори аутохтони језик и шпански                  | 5770     |
| 67  | Становништво од 5 година и више које говори аутохтони језик                                      | 12483    |
| 68  | Становништво од 5 година и више које говори аутохтони језик и не говори шпански језик            | 783      |
| 69  | Становништво од 5 година и више које говори аутохтони језик и говори шпански језик               | 11390    |
| 70  | Становништво у домородачким домаћинствима                                                        | 16923    |
| 71  | Становништво са ограничењима у активностима                                                      | 1669     |
| 72  | Становништво са ограниченим ходањем или кретањем, горе или доле                                  | 782      |
| 73  | Становници са ограничењима вида, чак и уз кориштење сочива                                       | 431      |
| 74  | Становништво са ограничењима говора, комуникације или конверзације                               | 229      |
| 75  | Становништво са ограниченим слухом                                                               | 185      |
| 76  | Становништво са ограничењима при одевању, купању или јелу                                        | 57       |
| 77  | Становништво са ограничењима у опажању или учењу једноставних ствари                             | 55       |
| 78  | Становништво са менталним ограничењима                                                           | 166      |
| 79  | Становништво без ограничења активности                                                           | 79493    |
| 80  | Становништво од 3 до 5 година које не похађа школу                                               | 3104     |
| 81  | Мушко становништво од 3 до 5 година које не похађа школу                                         | 1592     |
| 82  | Женско становништво од 3 до 5 година које не похађа школу                                        | 1512     |
| 83  | Становништво од 6 до 11 година које не похађа школу                                              | 1011     |
| 84  | Мушко становништво од 6 до 11 година које не похађа школу                                        | 530      |
| 85  | Женско становништво од 6 до 11 година које не похађа школу                                       | 481      |
| 86  | Становништво од 12 до 14 година које не похађа школу                                             | 1038     |
| 87  | Мушко становништво од 12 до 14 година које не похађа школу                                       | 519      |
| 88  | Женско становништво од 12 до 14 година које не похађа школу                                      | 519      |
| 89  | Становништво од 15 до 17 година похађа школу                                                     | 2961     |
| 90  | Мушко становништво од 15 до 17 година похађа школу                                               | 1462     |
| 91  | Женско становништво између 15 и 17 година живота у школи                                         | 1499     |
| 92  | Становништво од 18 до 24 године похађа школу                                                     | 2048     |
| 93  | Мушко становништво од 18 до 24 године похађа школу                                               | 1084     |
| 94  | Женско становништво од 18 до 24 године похађа школу                                              | 964      |
| 95  | Становништво од 8 до 14 година које не може да чита и пише                                       | 1179     |
| 96  | Мушко становништво старосног доба од 8 до 14 година које не може да чита и пише                  | 619      |
| 97  | Женско становништво старосног доби од 8 до 14 година које не може да чита и пише                 | 560      |
| 98  | Становништво од 15 година и више које је неписмено                                               | 8447     |
| 99  | Мушко становништво од 15 година и више које је неписмено                                         | 3266     |
| 100 | Женско становништво од 15 година и више које је неписмено                                        | 5181     |
| 101 | Становништво старо 15 и више година без школовања                                                | 8270     |
| 102 | Мушко становништво старо 15 и више година без школовања                                          | 3384     |
| 103 | Женско становништво старо 15 и више година без школовања                                         | 4886     |
| 104 | Становништво старосног доба 15 и више година са непотпуним основним образовањем                  | 13141    |
| 105 | Мушко становништво старосног доба од 15 година и више са непотпуном основним образовањем         | 6375     |
| 106 | Женско становништво старосног доба 15 и више година са непотпуном основним образовањем           | 6766     |
| 107 | Становништво старо 15 и више година са комплетним основним образовањем                           | 10265    |
| 108 | Мушко становништво старо 15 година и више са комплетним основним образовањем                     | 4981     |
| 109 | Женско становништво старо 15 и више година са комплетним основним образовањем                    | 5284     |
| 110 | Становништво старосног доба 15 и више година са непотпуним средњим образовањем                   | 2661     |
| 111 | Мушко становништво старосног доба од 15 година и више са непотпуним средњим образовањем          | 1381     |
| 112 | Женско становништво старосног доба од 15 година и више са непотпуним средњим образовањем         | 1280     |
| 113 | Становништво старо 15 и више година са пуним секундарном образовањем                             | 8343     |
| 114 | Мушко становништво старосног доба од 15 година и више са пуним секундарном образовањем           | 4308     |
| 115 | Женско становништво старосног доба од 15 година и више са пуним секундарном образовањем          | 4035     |
| 116 | Становништво старије од 18 година са постосновним образовањем                                    | 9067     |
| 117 | Мушко становништво старије од 18 година са постосновним образовањем                              | 4942     |
| 118 | Женско становништво старије од 18 година са постосновним образовањем                             | 4125     |
| 119 | Просечна оцена школовања                                                                         | 6.21     |
| 120 | Просечан ниво образовања мушке популације                                                        | 6.55     |
| 121 | Просечан ниво образовања женског становништва                                                    | 5.89     |
| 122 | Економски активно становништво                                                                   | 28821    |
| 123 | Економски активна мушка популација                                                               | 22921    |
| 124 | Економски активна женска популација                                                              | 5900     |
| 125 | Становништво које није економски активно                                                         | 29517    |
| 126 | Мушко становништво које није економски активно                                                   | 5671     |
| 127 | Женско становништво које није економски активно                                                  | 23846    |
| 128 | Запослено становништво                                                                           | 28472    |
| 129 | Запослено мушко становништво                                                                     | 22632    |
| 130 | Запослено женско становништво                                                                    | 5840     |
| 131 | Незапослена популација                                                                           | 349      |
| 132 | Незапослена мушка популација                                                                     | 289      |
| 133 | Незапослена женска популација                                                                    | 60       |
| 134 | Становништво без права на здравствене услуге                                                     | 41630    |
| 135 | Становништво које има право на здравствене услуге                                                | 39783    |
| 136 | Становништво које има право на ИМСС                                                              | 16969    |
| 137 | Становништво које има право на социјално осигурање                                               | 2011     |
| 138 | Становништво које има право на државно социјално осигурање                                       | 472      |
| 139 | Становништво које има право на опште осигурање или здравствено осигурање за нову генерацију      | 19871    |
| 140 | Становништво које је било једном или није било у браку током 12 година и више                    | 20362    |
| 141 | Венчано или уједињено становништво од 12 година и више                                           | 33823    |
| 142 | Становништво које је било у браку или уједињено 12 година и више                                 | 4364     |
| 143 | Становништво са католичком религијом                                                             | 57164    |
| 144 | Протестанти, еванђелисти и библијски следбеници различити од еванђелиста                         | 17994    |
| 145 | Становништво са другим религијама различитим од претходних                                       | 2        |
| 146 | Становништво без религије                                                                        | 5956     |
| 147 | Укупно пописаних домаћинства                                                                     | 18156    |
| 148 | Пописна домаћинства на челу са мушкарцима                                                        | 15181    |
| 149 | Пописна домаћинства на челу са женама                                                            | 2975     |
| 150 | Становништво у пописним домаћинствима                                                            | 81407    |
| 151 | Становништво у пописним домаћинствима на челу са мушкарцима                                      | 70718    |
| 152 | Становништво у пописним домаћинствима на челу са женама                                          | 10689    |
| 153 | Укупно домаћинстава                                                                              | 21661    |
| 154 | Укупно насељених домаћинстава                                                                    | 18308    |
| 155 | Укупно приватних кућа                                                                            | 21509    |
| 156 | Насељени приватни домови                                                                         | 18156    |
| 157 | Укупно насељених приватних кућа                                                                  | 18301    |
| 158 | Ненасељене приватне куће                                                                         | 2446     |
| 159 | Појединачна домаћинства за привремену употребу                                                   | 907      |
| 160 | Становници у насељеним приватним кућама                                                          | 81407    |
| 161 | Насељеност станара у приватним становима                                                         | 4.48     |
| 162 | Просечно становника по соби у приватним насељеним домаћинствима                                  | 1.44     |
| 163 | Појединачна домаћинства са подовима од различитих материјала од земље                            | 14659    |
| 164 | Појединачна домаћинства у приземљу                                                               | 3430     |
| 165 | Појединачна домаћинства са једном спаваћом собом                                                 | 9539     |
| 166 | Појединачна домаћинства са две спаваће собе и више                                               | 8558     |
| 167 | Појединачна домаћинства са једним собом                                                          | 2131     |
| 168 | Појединачна домаћинства са две собе                                                              | 4379     |
| 169 | Појединачна домаћинства са 3 собе и више                                                         | 11546    |
| 170 | Појединачна домаћинства која имају електрично светло                                             | 17233    |
| 171 | Појединачна домаћинства која немају електрично светло                                            | 866      |
| 172 | Појединачна домаћинства која имају водоводну воду у стамбеном простору                           | 13988    |
| 173 | Појединачна домаћинства која немају водоводну воду у стамбеном простору                          | 4092     |
| 174 | Појединачна домаћинства која имају тоалет                                                        | 17236    |
| 175 | Појединачна домаћинства која имају канализацију                                                  | 16097    |
| 176 | Појединачна домаћинства која немају канализацију                                                 | 1981     |
| 177 | Појединачна домаћинства која имају електрично светло, довод воде из јавне мреже и канализацију   | 12933    |
| 178 | Појединачна домаћинства без икаквих услова                                                       | 1740     |
| 179 | Појединачна домаћинства која имају радио                                                         | 11783    |
| 180 | Појединачна домаћинства која имају телевизор                                                     | 14915    |
| 181 | Појединачна домаћинства која имају фрижидер                                                      | 10924    |
| 182 | Појединачна домаћинства која имају машину за веш                                                 | 7270     |
| 183 | Појединачна домаћинства која имају аутомобил или комби                                           | 2947     |
| 184 | Појединачна домаћинства која имају рачунар                                                       | 1611     |
| 185 | Појединачна домаћинства која имају фиксну телефонску линију                                      | 1900     |
| 186 | Појединачна домаћинства која имају мобилни телефон                                               | 6742     |
| 187 | Појединачна домаћинства која имају приступ интернету                                             | 814      |